# Silk (Band)
Silk ist eine US-amerikanische R&B-Band aus Atlanta. Mit dem Nummer-eins-Hit Freak Me hatten sie 1993 ihren Durchbruch. Bis in die 2000er Jahre hinein waren sie vor allem im englischsprachigen Raum erfolgreich.

## Bandgeschichte
Die fünfköpfige Gesangsgruppe Silk wurde 1992 in Atlanta im Südstaat Georgia gegründet. Die Mitglieder kamen aus Kirchenchören und der Gottesdienstmusik. Der Musiker Keith Sweat holte sie über sein eigenes Label Keia zu Elektra Records. Er produzierte ihre ersten Veröffentlichungen und prägte ihren Klang, der dem New Jack Swing zugeordnet wird.
Ihre erste Single war Happy Days, das ein Sample aus dem Song The Payback von James Brown enthält. Sie wurde Ende 1992 ein R&B-Hit und kam danach auch in die offiziellen Singlecharts. Auch das Debütalbum Lose Control schaffte danach Anfang Dezember den Einstieg in die jeweiligen Charts.
Der große Durchbruch kam aber erst mit der zweiten Single Freak Me, eine Komposition von Sweat und Mitproduzent Alton Wokie Stewart. Das Lied stand im Frühjahr 1993 2 Wochen auf Platz 1 der Popcharts, in den R&B-Charts hielt es sogar 8 Wochen den Spitzenplatz. Auch international war es erfolgreich und erreichte zum Beispiel die Top 10 in Australien und Neuseeland. Im Zuge des Erfolgs stieg auch das Album auf Platz 1 der R&B-Charts und erreichte im Mai mit Platz 7 die Höchstposition in den offiziellen Billboard 200. Freak Me war in den USA ein Millionenseller, das Album verkaufte sich sogar mehr als zwei Millionen Mal. Das Lied wurde 1998 von Another Level gecovert und war in dieser Version in den UK-Charts ein Nummer-eins-Hit.
Für das zweite Album ließ sich die Band Zeit, es entstand ohne Keith Sweat in Eigenproduktion. Es trägt den Bandnamen Silk als Titel und erschien im November 1995. Es blieb hinter den hohen Erwartungen zurück, die das Debüt geweckt hatte, und kam in den offiziellen Charts nur auf Platz 46. Immerhin verkaufte es über eine halbe Million Exemplare und bekam dafür Gold. Der Song Hooked on You aus dem Album war ein kleinerer internationaler Hit.
Mit Darrell Allamby holten sie sich für ihr drittes Album wieder einen erfahrenen Produzenten dazu und erneut ließen sie sich Zeit für die Fertigstellung. Der Aufwand zahlte sich aus und mit Tonight übertrafen sie im Frühjahr 1999 den Erfolg des Vorgängers. Das Album stieg bis auf Platz 21 und erreichte Platinstatus. Mit dem Song If You kamen sie an die Top 10 heran und bekamen Gold. International ließ das Interesse aber deutlich nach.
Das vierte Elektra-Album Love Session wurde bereits im Juni 2001 veröffentlicht und entstand erneut mit Beteiligung von Allamby. Mit Platz 2 in den R&B-Charts und Platz 20 in den Popcharts war es nach Platzierungen zwar das zweiterfolgreichste Album, außer dem Song We’re Callin’ U hatte es aber kaum Hitpotenzial und die Verkaufszahlen blieben deutlich hinter den Vorgängern zurück.
In der Band war man sich danach nicht mehr einig über den weiteren Weg. Mit „Lil G“ Jenkins verließ ein wichtiger Sänger, der auch an einigen Hits mitgeschrieben hatte, die Band für eine Solokarriere. Silk beendeten außerdem die Zusammenarbeit mit dem Label. Die verbliebenen Sänger brachten zwei Jahre später Silktime teilweise im Eigenvertrieb heraus. Das Album kam im Oktober 2003 aber nur noch auf Platz 178 der Charts und war ihr letzter Einstieg in die Billboard 200. Der Albumsong Side Show war ihr letzter Hit in den R&B-Charts.
Danach schlossen sie sich dem Independent-Label Shanachie an und veröffentlichten 2006 mit Always and Forever ein Album mit Coverversionen. Auch wenn es kein großer Erfolg wurde, brachte es sie noch einmal in die R&B-Charts. Danach wurde es ruhiger um das Quintett. Erst 2013 kamen sie wieder in der Originalbesetzung mit Gary Jenkins zusammen, als Keith Sweat sie gemeinsam zu seiner Tour dazuholte. Silk wurde wiederbelebt und meldete sich 2016 noch einmal mit dem Album Quiet Storm zurück. Damit schafften sie es nach 10 Jahren ein weiteres Mal in die R&B-Charts.

## Mitglieder
- Gary „Lil G“ Jenkins
- Jonathan „John John“ Rasboro
- Timothy Cameron
- Jimmy Gates
- Gary „Big G“ Glenn

## Diskografie

### Alben
| Jahr | Titel              | Höchstplatzierung, Gesamtwochen, AuszeichnungChartplatzierungen (Jahr, Titel, Platzierungen, Wochen, Auszeichnungen, Anmerkungen) | Höchstplatzierung, Gesamtwochen, AuszeichnungChartplatzierungen (Jahr, Titel, Platzierungen, Wochen, Auszeichnungen, Anmerkungen) | Anmerkungen                              |
| Jahr | Titel              | US | R&B | Anmerkungen                              |
| ---- | ------------------ | --- | --- | ---------------------------------------- |
| 1992 | Lose Control       | US7 ×2Doppelplatin · (47 Wo.)US                                                                                                   | R&B1 (67 Wo.)R&B |                                          |
| 1995 | Silk               | US46 Gold · (18 Wo.)US | R&B10 (29 Wo.)R&B | Erstveröffentlichung: 28. November 1995  |
| 1999 | Tonight            | US21 Platin · (40 Wo.)US | R&B8 (51 Wo.)R&B | Erstveröffentlichung: 23. März 1999      |
| 2001 | Love Sessions      | US20 (11 Wo.)US | R&B2 (18 Wo.)R&B | Erstveröffentlichung: 12. Juni 2001      |
| 2003 | Silktime           | US178 (1 Wo.)US | R&B30 (11 Wo.)R&B | Erstveröffentlichung: 23. September 2003 |
| 2004 | The Best of Silk   | — | R&B54 (3 Wo.)R&B | Kompilation                              |
| 2006 | Always and Forever | — | R&B23 (3 Wo.)R&B | Erstveröffentlichung: 27. Oktober 2006   |
| 2016 | Quiet Storm        | — | R&B26 (1 Wo.)R&B | Erstveröffentlichung: 18. März 2016      |

### Singles
| Jahr | Titel Album                   | Höchstplatzierung, Gesamtwochen, AuszeichnungChartplatzierungen (Jahr, Titel, Album, Platzierungen, Wochen, Auszeichnungen, Anmerkungen) | Höchstplatzierung, Gesamtwochen, AuszeichnungChartplatzierungen (Jahr, Titel, Album, Platzierungen, Wochen, Auszeichnungen, Anmerkungen) | Höchstplatzierung, Gesamtwochen, AuszeichnungChartplatzierungen (Jahr, Titel, Album, Platzierungen, Wochen, Auszeichnungen, Anmerkungen) | Anmerkungen |
| Jahr | Titel Album                   | UK | US | R&B | Anmerkungen |
| ---- | ----------------------------- | --- | --- | --- | --- |
| 1992 | Happy Days Lose Control       | — | US86 (5 Wo.)US | R&B13 (22 Wo.)R&B | Autoren: K. Sweat, A. Stewart, F. Wesley, J. Brown, J. Starks                                                            |
| 1993 | Freak Me Lose Control         | UK46 (7 Wo.)UK | US1 Platin · (24 Wo.)US | R&B1 (23 Wo.)R&B | Erstveröffentlichung: 18. Februar 1993 Autoren: K. Sweat, R. Murray                                                      |
| 1993 | Girl U for Me Lose Control    | UK67 (2 Wo.)UK | US26 (20 Wo.)US | R&B6 (27 Wo.)R&B | Autoren: K. Sweat, R. Murray                                                                                             |
| 1993 | Lose Control                  | — | — | R&B4 (23 Wo.)R&B | in US B-Seite von Girl U for Me Autoren: K. Sweat, R. Murray, G. Jenkins                                                 |
| 1993 | It Had to Be You Lose Control | — | — | R&B45 (12 Wo.)R&B | Autoren: K. Sweat, R. Murray, G. Jenkins                                                                                 |
| 1993 | Baby It’s You Lose Control    | UK44 (2 Wo.)UK | — | — | Autor: K. Sweat |
| 1994 | I Can Go Deep Silk            | — | US71 (15 Wo.)US | R&B22 (18 Wo.)R&B | Autoren: D. Ward, M. Chapman, T. Evans, T. Thomas aus dem Film Mister Cool (1994, Originaltitel: A Low Down Dirty Shame) |
| 1995 | Hooked on You Silk            | UK77 (2 Wo.)UK | US54 (18 Wo.)US | R&B12 (20 Wo.)R&B | Autoren: C. Schack, K. Karlin, A. Martin, K. Jones                                                                       |
| 1996 | Don’t Rush Silk               | — | US91 (3 Wo.)US | R&B39 (12 Wo.)R&B | Autoren: A. Stewart, G. Jenkins                                                                                          |
| 1999 | In Decatur –                  | — | — | R&B88 (3 Wo.)R&B | Ghetto Mafia featuring Silk Autoren: R. Richard, R. Barber, F. Pilgrim, A. Mobley, J. Rasboro, G. Glen, T. Cameron       |
| 1999 | If You (Lovin’ Me) Tonight    | — | US13 Gold · (20 Wo.)US | R&B4 (32 Wo.)R&B | Autoren: K. Dickerson, A. Roberson, L. Browder, D. Allamby                                                               |
| 1999 | Meeting in My Bedroom Tonight | — | US62 (13 Wo.)US | R&B15 (23 Wo.)R&B | Autoren: L. Browder, D. Allamby                                                                                          |
| 1999 | Let’s Make Love Tonight       | — | — | R&B58 (13 Wo.)R&B | Autoren: A. Roberson, L. Browder, D. Allamby                                                                             |
| 2001 | We’re Callin’ U Love Session  | — | — | R&B56 (16 Wo.)R&B | Autoren: D. Allamby, G. Jenkins, J. Gates, L. Browder                                                                    |
| 2004 | Side Show Silktime            | — | — | R&B66 (9 Wo.)R&B | Autoren: L. Coleman, B. Rivkin, W. Melvoin                                                                               |

Weitere Singles
- Does He Do It Good (mit Keith Sweat, 1993, Film: Made in America)
- Ebony Eyes (2001)
- Silktime (2003)
- The Secret Garden (Sweet Seduction Suite) (2006)
- Love 4 U 2 Like Me (2016)

## Auszeichnungen für Musikverkäufe
| Platin-Schallplatte - Australien - 1993: für die Single Freak Me |

Anmerkung: Auszeichnungen in Ländern aus den Charttabellen bzw. Chartboxen sind in ebendiesen zu finden.
| Land/RegionAuszeichnungen für Musikverkäufe (Land/Region, Auszeichnungen, Verkäufe, Quellen) | Gold     | Platin     | Verkäufe  | Quellen     |
| -------------------------------------------------------------------------------------------- | -------- | ---------- | --------- | ----------- |
| Australien (ARIA)                                                                            | —        | Platin1    | 70.000    | aria.com.au |
| Vereinigte Staaten (RIAA)                                                                    | 2× Gold2 | 4× Platin4 | 5.000.000 | riaa.com    |
| Insgesamt                                                                                    | 2× Gold2 | 5× Platin5 |           |             |